# Reggenza di Ende
La reggenza di Ende (in indonesiano: Kabupaten Ende) è una reggenza dell'Indonesia, situata nella provincia di Nusa Tenggara Orientale.